# الجبل (رواية)
الجبل، رواية من تأليف الأديب المصري الراحل فتحي غانم صدرت للمرة الأولى في عام 1958، واقتُبس عنها في عام 1965 فيلم سينمائيّ يحمل نفس الاسم أخرجه المخرج المصري خليل شوقى وقام ببطولته صلاح قابيل وسميرة أحمد وماجدة الخطيب، وفي عام 2006 حُوّلت الرواية مرة أخرى إلى مسلسل تليفزيونيّ بنفس الاسم أخرجه المخرج المصري إبراهيم الشوادي وقام ببطولته كمال أبو رية ومحمد رياض.

## عن الرواية
أحداث رواية الجبل مستوحاة من قصة حقيقية عندما أنشأ المعماري الشهير حسن فتحي قرية نموذجية لتسكين أهالي قرية القرنة الواقعة بمدينة الأقصر في صعيد مصر. تدور أحداث الرواية خلال حقبة الأربعينيات من القرن العشرين أثناء الحكم الملكي بمصر حين تعهد الحكومة المصرية إلى أحد كبار المهندسين ببناء قرية نموذجية لتسكين أهالي قرية القرنة فيها، وبالفعل يقوم المهندس المصري بتصميم وتنفيذ قرية نموذجية بالقرب من الجبل، وتفاجأ الدولة والمهندس أيضا بأن الأهالي يرفضون الحياة في القرية النموذجية مفضلين ألا يغادروا كهوفهم حيث يتكسب معظم أهالي القرية من الحفر والتنقيب عن الآثار والمقابر الفرعونية وبيعها للأوروبيين، ومن ثمّ يرون أن سكن القرية النموذجية سيحرمهم من مصدر رزقهم الوحيد.

## روابط خارجية
- صفحة الرواية على موقع جود ريدز
- صفحة الرواية على موقع أبجد